# Magalas
Magalas là một xã thuộc tỉnh Hérault trong vùng Occitanie nước Pháp. Xã này nằm ở khu vực có độ cao trung bình 115 mét trên mực nước biển. Dân số thời điểm năm 1999 là 1827 người.